# Константин Васильевич (князь суздальский)
Константи́н Васи́льевич (1295/1303 — ум. в 1355 г.) — князь Суздальский (1332—1341), князь Нижегородский (1341—1355).

## Биография
Сын Василия Михайловича, внук Михаила Андреевича, правнук Андрея Ярославича и правнучатый племянник Александра Невского (по другим данным был сыном Василия Андреевича, являвшегося братом Михаила Андреевича). Начал править Суздальским княжеством после смерти своего бездетного брата Александра Васильевича, князя Суздальского в 1309—1331 годы и великого князя Владимирского в 1328—1331 годы.
Впервые начинает участвовать в усобицах и проводить активную политику с 1339 года, когда Смоленский князь восстал против Орды, вступив в союз с Гедимином. Против Ивана Александровича Смоленского выступило татарское войско под руководством Товлубия, а также ряд русских князей, в том числе, как указывает Никоновская летопись, в составе московской рати и Константин Васильевич (см. Осада Смоленска).
После смерти Ивана Калиты Узбек-хан в 1341 году отдал в подчинение Константину Васильевичу низовские города: Нижний Новгород, Городец и Унжу, однако, надлежавшее ему по праву старшинства великое княжение он так и не получил. После он посещал Орду и в 1342 году, задабривая хана Чанибека, и в 1344 году вместе с остальными русскими князьями.
В 1350 году Константин Васильевич переносит столицу из теряющего своё былое значение Суздаля в активно развивающийся Нижний Новгород. В том же году, по просьбе Константина Васильевича константинопольский патриарх поставил суздальским епископом Иоанна, а также заложил в новой столице Храм Боголепного Преображения, куда из Суздаля был перенесен образ Спаса. Так было образовано Нижегородско-Суздальское великое княжество.
В 1353 году, после смерти Симеона Гордого, Константин попытался оспорить право на великое княжение у Ивана Красного, заручившись поддержкой новгородцев, но хан оставил ярлык у Москвы. Лишь перед своей смертью Константин признал право Ивана Красного на великокняжеский престол.
При его правлении активно осваивались южные и юго-восточные границы княжества, в том числе бассейн реки Кудьмы и правобережье Оки. Заселение новых земель шло мирно, переселенцы были вольны селиться везде, где они хотели. Восточная граница княжества расширилась до реки Сундовик.
Время правления Константина — начало эпохи наибольшего расцвета влияния Суздальско-Нижегородского княжества, которое встало в один ряд с Московским и Тверским. Константин сблизился с Литвой, женил своего сына Бориса на дочери князя Ольгерда Агриппине.
Умер в 1355 году, оставив княженье старшему сыну, Андрею.

## Семья
У Константина было два брака. Первый брак был с княжной мангупской Анной Васильевной (ум. до 1335), дочерью владетельного мангупского князя Василия (возможно из византийского рода Комниных), или, по другой версии, византийского царевича Василия. Она умерла в Нижнем Новгороде, похоронена там же в Спасо-Преображенском соборе. Второй супругой была Елена (ум. после 1365), неизвестного происхождения. В 1365 году Елена сопровождала князя Дмитрия к Нижнему Новгороду, занятому его братом князем Борисом. Имел нескольких детей (но кто из них родился от какой жены — доподлинно неизвестно):
- Андрей (1320/1321—1365) — великий князь Суздальско-Нижегородский (1355—1365).
- Дмитрий (1323/1324—1383) — князь Суздальский с 1356, великий князь Суздальско-Нижегородский с 1365. В 1360—1362 — формальный глава русских княжеств (великий князь Владимирский).
- Борис (ум. 1394) — князь городецко-суздальский
- Дмитрий Ноготь — безудельный князь
- Евдокия (ок. 1340—1404) — супруга Михаила Александровича, князя Тверского
- Антонида (ум. 1365) — первая супруга Андрея Федоровича, князя Ростовского.